# Maréchal d'Empire
Pour les articles homonymes, voir Maréchal.
Ne doit pas être confondu avec Premier maréchal d'Empire.

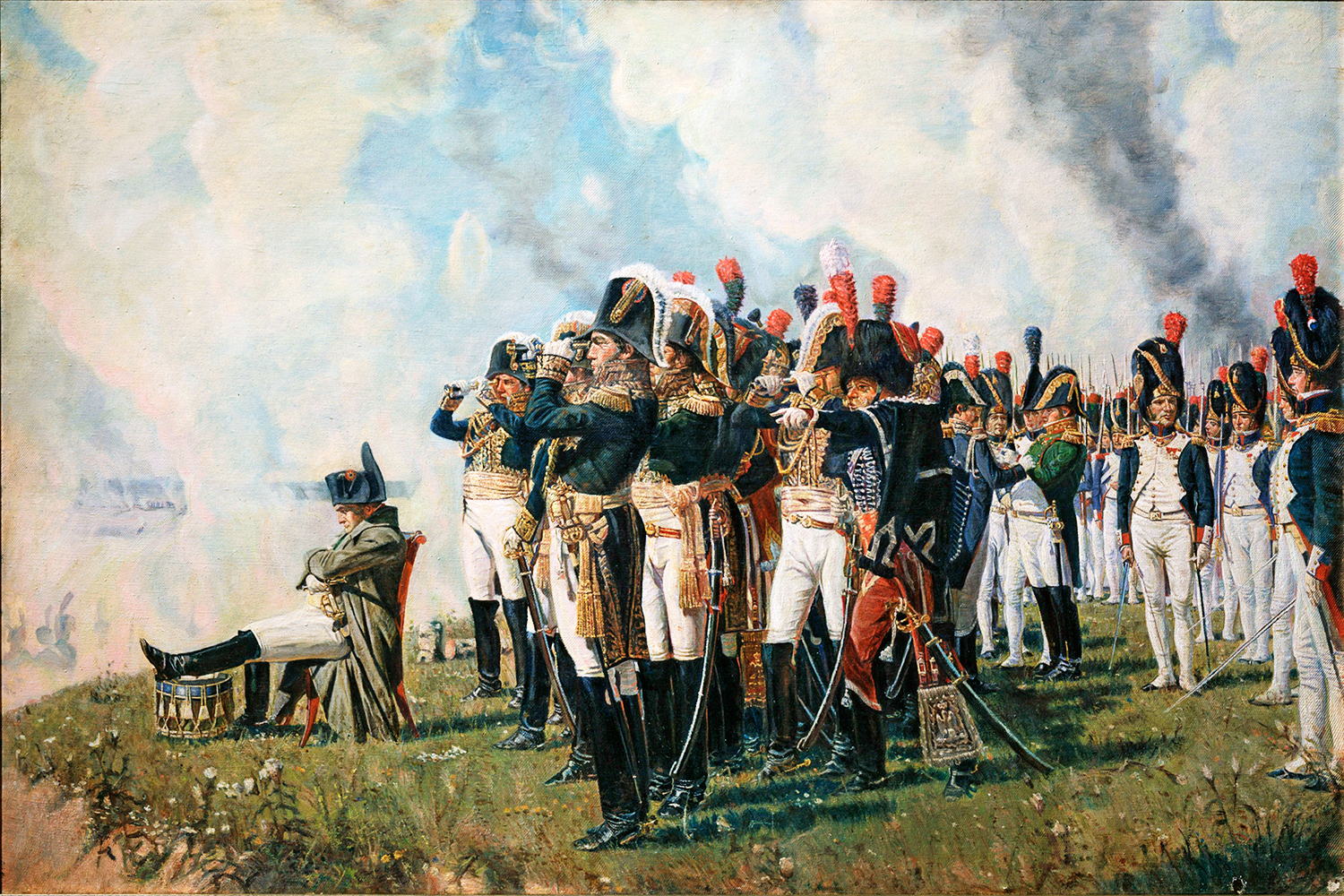
Napoléon et ses maréchaux à la bataille de la Moskova, en 1812. Peinture de Vassili Verechtchaguine, 1897.

Le titre de maréchal d’Empire est une dignité du Premier Empire, créée en 1804 par l'empereur Napoléon Ier. Elle est décernée pour la première fois lors de la grande promotion de 1804 qui récompense dix-huit généraux de division méritants. Par la suite, ce titre n'est plus accordé que ponctuellement au cours de l'Empire, le dernier à obtenir son bâton étant le maréchal Emmanuel de Grouchy en 1815.
Le maréchalat s'accompagne en outre de titres de noblesse, de rentes, de décorations et de divers privilèges. D'un point de vue militaire, le maréchal reçoit souvent le commandement d'un ou plusieurs corps d'armées qu'il dirige pendant la campagne. Trois des maréchaux, Lannes, Bessières et Poniatowski, sont tués au combat pendant les guerres napoléoniennes, et l'un d'eux, Oudinot, reçoit trente-quatre blessures tout au long de sa carrière.

## Historique
Le maréchalat est une dignité militaire d’Ancien Régime qui avait été supprimée par la Révolution.  Le sénatus-consulte du 18 mai 1804 le rétablit sous le nom de maréchal d’Empire, et attribue le lendemain cette dignité à dix-huit généraux. Parmi eux, quatorze sont des généraux de grande qualité qui commanderont en chef dans l'armée napoléonienne et constitueront les plus fidèles lieutenants de Napoléon sur le champ de bataille. Les quatre autres, des « sénateurs ayant le titre de maréchaux d’Empire », sont des généraux de la Révolution et du Directoire dont Napoléon désire récompenser le talent et les services rendus en leur attribuant la dignité de maréchal.

« DÉCRET IMPÉRIAL.

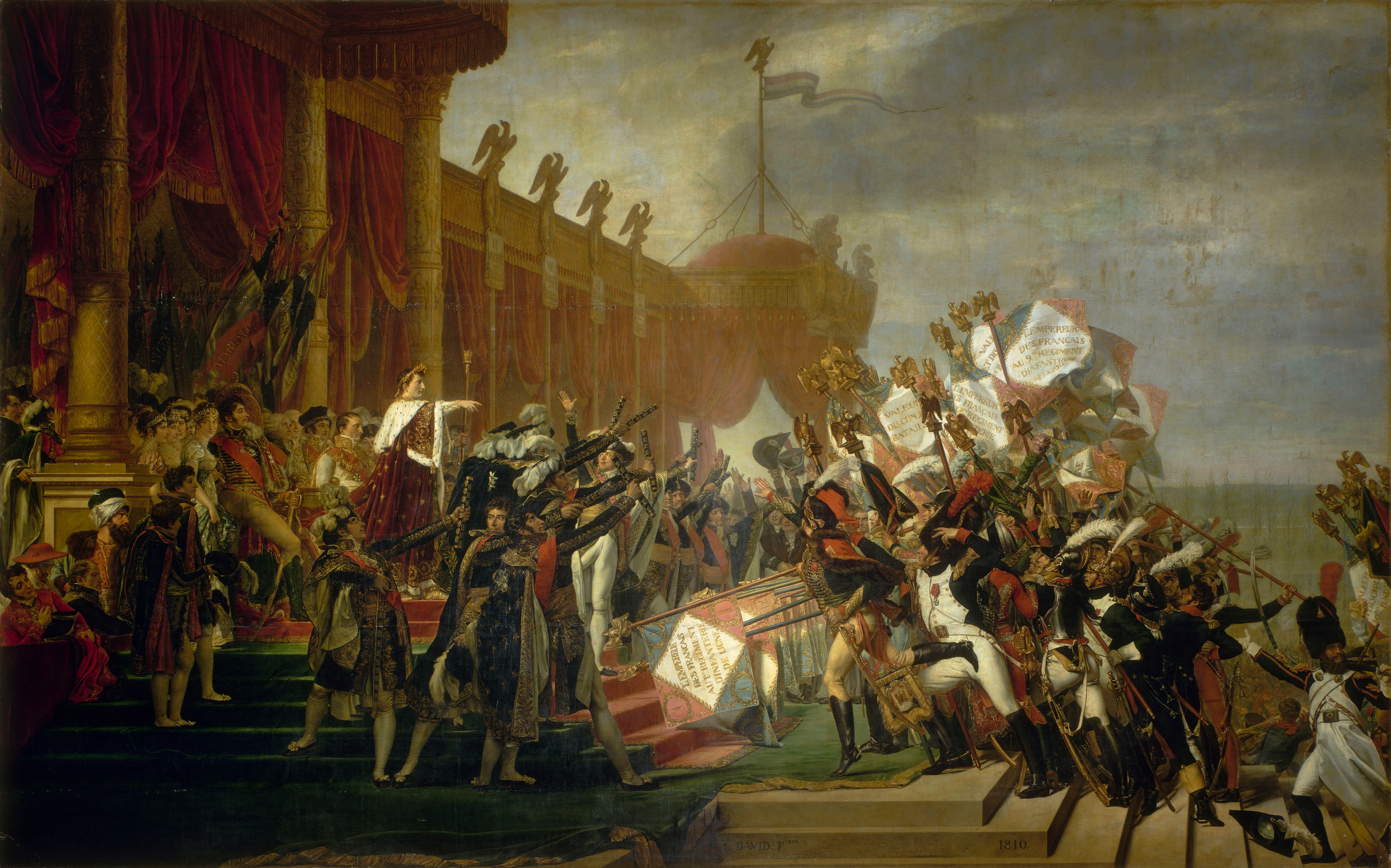
La Distribution des Aigles de David (1810) dépeint la cérémonie du Serment de l'armée à l'Empereur, le 5 décembre 1804. Les maréchaux d'Empire sont présents en tenues d'apparat au centre du tableau.

NAPOLÉON, Empereur des Français, décrète ce qui suit :
Sont nommés maréchaux de l’Empire, les généraux Berthier, — Murat,
— Moncey, — Jourdan, — Masséna, — Augereau, — Bernadotte,
— Soult, — Brune, — Lannes, — Mortier, — Ney, — Davout, — Bessières.
Le titre de maréchal d’Empire est donné aux sénateurs Kellermann,
— Lefebvre, — Pérignon et Sérurier qui ont commandé en chef.
Donné à Saint-Cloud, le 29 floréal an XII.

NAPOLÉON. »

Pour ne pas dépasser le nombre maximal de 16 maréchaux en activité, certains abandonnent leur dignité lors de nouvelles nominations. C'est ainsi le cas en 1809 de Berthier, nommé vice-connétable, de Jourdan, qui est nommé chef d'état-major de l'armée d'Espagne et de Murat, qui devient roi de Naples. Lannes meurt la même année. Quant à Bernadotte, il devient prince héritier de Suède en 1810. Des quatre maréchaux honoraires, trois (Kellermann, Pérignon et Sérurier) ne participent à aucune des campagnes napoléoniennes.
Les boulevards qui entourent la seconde enceinte de Paris, celle des vingt arrondissements, portent le nom de maréchaux d’Empire et sont nommés pour cette raison Boulevards des maréchaux. N’ont pas de boulevard : Augereau, Bernadotte, Grouchy, Marmont, Moncey, Oudinot et Pérignon. Il est à noter qu'Augereau, Moncey, Oudinot ont une rue à leur nom. Bernadotte et Marmont, considérés comme des traîtres, et Pérignon, vraisemblablement à cause de sa radiation en 1815, ne sont pas honorés par la capitale, de même que Grouchy à qui est imputée la défaite de Waterloo.

## Liste des 26 maréchaux d'Empire
| Maréchal                                 | Titres                                                                             | Né   | Mort | Nommé | Portrait |
| ---------------------------------------- | ---------------------------------------------------------------------------------- | ---- | ---- | ----- | -------- |
| Pierre Augereau                          | Duc de Castiglione                                                                 | 1757 | 1816 | 1804  |          |
| Charles-Jean-Baptiste Jules Bernadotte   | Prince et duc souverain de Pontecorvo                                              | 1763 | 1844 | 1804  |          |
| Louis-Alexandre Berthier                 | Prince souverain de Neuchâtel et de Valengin, prince de Wagram                     | 1753 | 1815 | 1804  |          |
| Jean-Baptiste Bessières                  | Duc d'Istrie                                                                       | 1768 | 1813 | 1804  |          |
| Guillaume Marie-Anne Brune               | Comte d'Empire                                                                     | 1763 | 1815 | 1804  |          |
| Louis Nicolas Davout                     | Duc d'Auerstaedt, prince d'Eckmühl                                                 | 1770 | 1823 | 1804  |          |
| Jean-Baptiste Jourdan                    | Comte sous la 2e Restauration                                                      | 1762 | 1833 | 1804  |          |
| François-Christophe Kellermann           | Duc de Valmy                                                                       | 1735 | 1820 | 1804  |          |
| Jean Lannes                              | Duc de Montebello                                                                  | 1769 | 1809 | 1804  |          |
| François Joseph Lefebvre                 | Duc de Dantzig                                                                     | 1755 | 1820 | 1804  |          |
| André Masséna                            | Duc de Rivoli, prince d'Essling                                                    | 1758 | 1817 | 1804  |          |
| Bon Adrien Jeannot de Moncey             | Duc de Conegliano                                                                  | 1754 | 1842 | 1804  |          |
| Adolphe Édouard Casimir Joseph Mortier   | Duc de Trévise                                                                     | 1768 | 1835 | 1804  |          |
| Joachim Murat                            | Grand-duc de Berg et de Clèves, roi de Naples                                      | 1767 | 1815 | 1804  |          |
| Michel Ney                               | Duc d'Elchingen, prince de la Moskowa                                              | 1769 | 1815 | 1804  |          |
| Catherine-Dominique Perignon             | Comte d'Empire                                                                     | 1754 | 1818 | 1804  |          |
| Jean Mathieu Philibert Sérurier          | Comte d'Empire                                                                     | 1742 | 1819 | 1804  |          |
| Jean-de-Dieu Soult                       | Duc de Dalmatie                                                                    | 1769 | 1851 | 1804  |          |
| Claude Victor-Perrin dit Victor          | Duc de Bellune                                                                     | 1764 | 1841 | 1807  |          |
| Étienne Jacques Joseph Macdonald         | Duc de Tarente                                                                     | 1765 | 1840 | 1809  |          |
| Auguste Frédéric Louis Viesse de Marmont | Duc de Raguse                                                                      | 1774 | 1852 | 1809  |          |
| Nicolas-Charles-Marie Oudinot            | Duc de Reggio                                                                      | 1767 | 1847 | 1809  |          |
| Louis Gabriel Suchet                     | Duc d'Albuféra                                                                     | 1770 | 1826 | 1811  |          |
| Laurent de Gouvion-Saint-Cyr             | Comte d'Empire                                                                     | 1764 | 1830 | 1812  |          |
| Józef Antoni Poniatowski                 | Prince de Pologne et du Saint-Empire romain germanique, généralissime des Polonais | 1763 | 1813 | 1813  |          |
| Emmanuel de Grouchy                      | Comte d'Empire                                                                     | 1766 | 1847 | 1815  |          |